# Kalochóri (ort i Grekland, Västra Makedonien)
Kalochóri (Kalochori) är en ort i Grekland.   Den ligger i prefekturen Nomós Kastoriás och regionen Västra Makedonien, i den norra delen av landet, 400 km nordväst om huvudstaden Aten. Kalochóri ligger 720 meter över havet och antalet invånare är 398.
Terrängen runt Kalochóri är kuperad åt nordväst, men åt sydost är den platt.Runt Kalochóri är det ganska tätbefolkat, med 60 invånare per kvadratkilometer. Närmaste större samhälle är Kastoria, 11,6 km öster om Kalochóri. Trakten runt Kalochóri består till största delen av jordbruksmark.